# Презвитер Теофил
Презвитер Теофил или само Теофил (на латински: Theophilus Presbyter), вероятно псевдоним на Рожер фон Хелмарсхаузен (на немски: Rogerus von Helmarshausen, * ок. 1070, † след 1125 в Хелмарсхаузен) е през началото на 12 век монах-бенедиктинец, автор на изкуствоведски компилации, известни под названието „Списък на различни изкуства“ (лат. Schedula diversarum artium; De diversibus artibus).
Той създава на латински сбирката Schedula diversarum artium (също „De diversis artibus“) между 1100 и 1120 г. в три книги. Най-старите запазени екземпляри от ръкописите се намират във Виена (Австрийска национална библиотека, Cod. 2527) и Волфенбютел (Херцог Аугуст библиотека, Cod. Guelf. Gud. Lat. 69 2°). По негови описания се създават камбани, наречени „Теофилови камбани“.
Лесинг открива ръкописа във Волфенбютел и го публикува през 1774 г.
Книгата е преведена през 19 и 20 век на много езици, също и на български.
Вероятно той се казва Рожер фон Хелмарсхаузен (* ок. 1070, † след 1125 в Хелмарсхаузен). Той е златар и Бенедиктински монах, произлиза от манастира Ставело, работи между 1100 и 1107 г. в Св. Панталеон в Кьолн и след 1107 г. в манастир Хелмарсхаузен.

## Произведение
- Текст Schedula diversarum artium